# Suka Manah
Suka Manah is een bestuurslaag in het regentschap Tangerang van de provincie Banten, Indonesië. Suka Manah telt 13.110 inwoners (volkstelling 2010).